# درازماهیان
درازماهیان (نام علمی: Lotidae) نام یک تیره از راسته روغن‌ماهی‌سانان است.